# Hunas

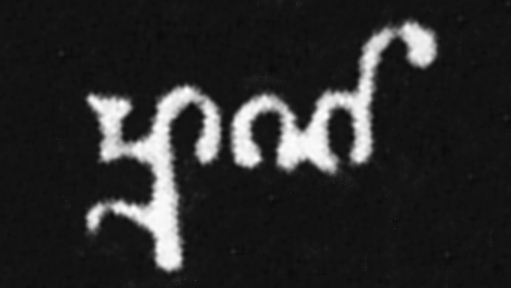
La palabra india Hūṇā en la línea 12 (versículo 16) de la inscripción Rīsthal, siglo VI d. C.

Hunas fue el nombre dado por los antiguos indios a un grupo de tribus de Asia Central que, a través del paso de Khyber, entraron en el subcontinente indio a finales del siglo V o principios del VI. El reino de los hunas ocupó áreas tan lejanas como Eran (actual Madhya Pradesh) y Kausambi (cerca de la actual Prayagraj), debilitando enormemente al imperio Gupta. Los hunas fueron finalmente derrotados por el rey indio Yasodharman.
Se cree que los hunas pudieron haber incluido a los quionitas y/o heftalitas, los kidaritas, los alconos y los nezak. Tales nombres, junto con el de los harahunas (también conocidos como halahunas o harahuras) mencionados en los textos hindúes, se han utilizado a veces para referirse a los hunas en general; si bien estos grupos (y los hunos iranios) parecen haber sido parte de los hunas, tales nombres no eran necesariamente sinónimos. La relación, si la hay, de los hunas con los hunos, un pueblo de Asia central que invadió Europa durante el mismo período, tampoco está clara.
Los kidaritas, que invadieron Bactria en la segunda mitad del siglo IV, son generalmente considerados como la primera oleada de hunas en entrar en el sur de Asia.
Asimismo, se cree que los gurjars fueron originalmente una subtribu de los hunas.
En su extensión geográfica más lejana en el subcontinente indio, los territorios controlados por los hunas cubrían la región hasta Malwa en la India central. Sus repetidas invasiones y pérdidas tras las guerras fueron la razón principal del declive del imperio Gupta.

## Historia

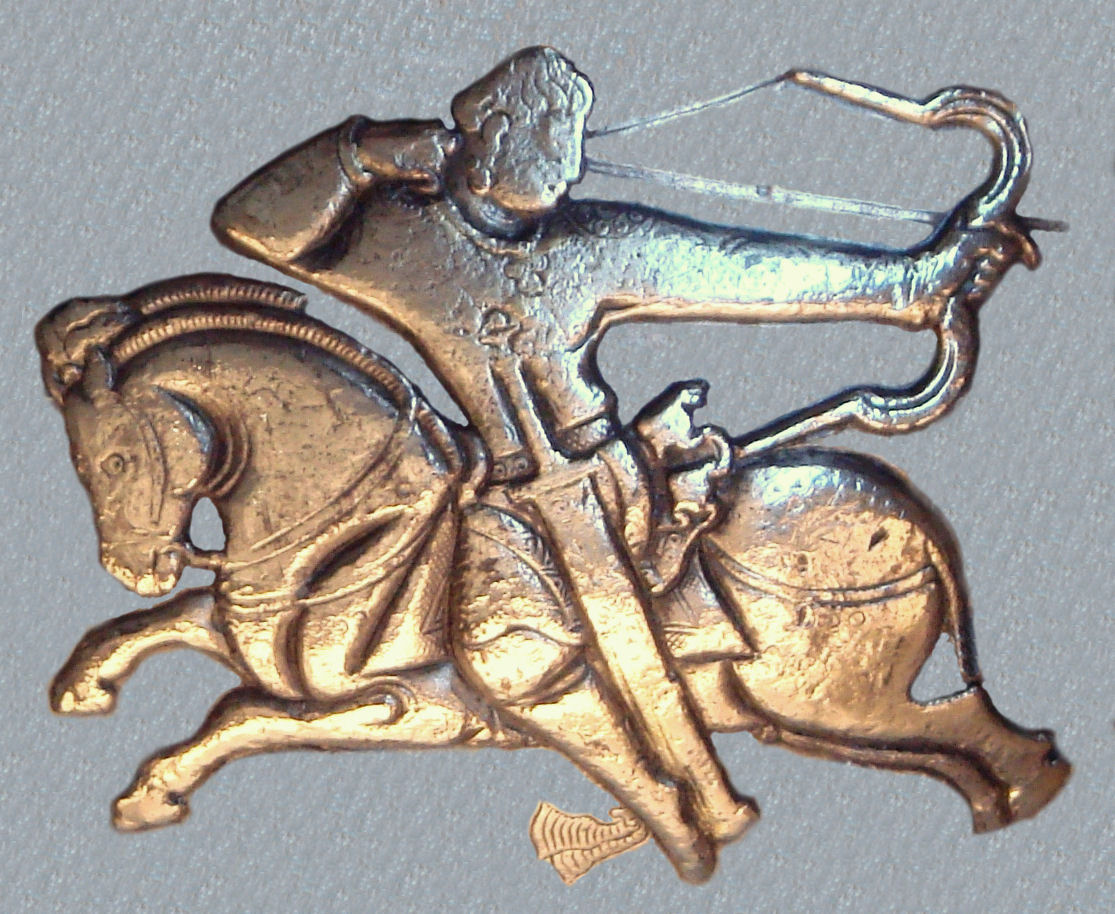
Jinete heftalita en un cuenco (460‑479 d. C.), en poder del Museo Británico. Según Procopio de Cesarea, eran del mismo linaje que los hunos europeos «tanto de hecho como de nombre», pero sedentarios y de piel blanca.

El historiador mongol-tibetano Sumpa Yeshe Peljor (1704‑1787) enumera a los hunas junto a otros pueblos que se encuentran en Asia Central desde la antigüedad, incluyendo los yavanas (indogriegos), kambojas, tukharas, khasas y daradas.
Las fuentes chinas vinculan a las tribus de Asia Central que comprenden a los hunas tanto con los xiongnu del noreste de Asia como con los hunos que más tarde invadieron y se establecieron en Europa.
De manera similar, Gerald Larson sugiere que los hunas eran un grupo turcomongol de Asia Central.
Las obras de Ptolomeo (siglo II) se encuentran entre los primeros textos europeos que mencionan a los hunos, seguidos de los textos de Amiano Marcelino y Prisco. También sugieren que los hunos eran un pueblo del interior asiático.
El historiador bizantino Procopio de Cesarea (500‑560), relacionó a los hunos de Europa con los heftalitas (o ‘hunos blancos’) que subyugaron a los sasánidas e invadieron el noroeste de la India, afirmando que eran del mismo linaje «tanto de hecho como de nombre», aunque contrastaba a los hunos con los heftalitas, en el sentido de que los heftalitas eran sedentarios, de piel blanca y poseían rasgos «no feos»:
Los kidaritas, que invadieron Bactria en la segunda mitad del siglo IV, son generalmente considerados como la primera ola de hunas en entrar en el subcontinente indio.
Los hunas se basaron inicialmente en la cuenca del Oxus en Asia Central y establecieron su control sobre Gandhara en la parte noroeste del subcontinente indio alrededor del 465 d. C.
Desde allí, se dispersaron en varias partes del norte, oeste y centro de la India.
Se menciona a los hūṇas en varios textos antiguos indios, como 
el Ramaiana (siglo III a. C.),
el Majabárata (siglo III a. C.),
los Puranas (siglo II a. C.‑XI d. C.)) y
el Raghu-vamsa (de Kalidasa [505‑587 d. C.]).

## Religión
Las creencias religiosas de los hunas son desconocidas, y se cree que son una combinación de culto a los antepasados, totemismo y animismo.
Song Yun y Hui Zheng, que visitaron al jefe de los heftalitas nómadas en su residencia de verano en Badajsán y más tarde en Gandhara, observaron que estos no creían en la ley budista y que rindían culto a un gran número de divinidades.